# Strijkkwartet nr. 6 (Dvořák)
Het Strijkkwartet nr. 6 in a klein, opus 12, is een compositie van de Tsjechische componist Antonin Dvořák. Hij schreef het werk in november en december 1873.

## Ontstaan
Dvořák voltooide zijn zesde strijkkwartet op 5 december 1873. In zijn  vijfde strijkkwartet leek hij de invloeden van de Neudeutsche Schule volledig te hebben afgeschud maar in zijn zesde keerden deze terug.
Er was weer sprake van "attacca" à la Liszt oftewel van een zonder pauzes gespeeld geheel, in dit geval van vijf aaneengesloten te spelen delen. Kort na 5 december 1873 begon Dvořák aan een revisie. De vijf delen werden hierbij afzonderlijke delen. Ook de tweede versie onderwierp hij weer aan een revisie. Deze derde versie, waarin onder meer het oorspronkelijke andante appassionato verviel (wellicht te Wagneriaans?), voltooide hij echter niet. In 1982 heeft Jamil Burghauser een reconstructie van de beoogde vierdelige derde versie het licht doen zien. Deze is op zich plausibel maar dus geenszins authentiek.

## Delen
(reconstructie)
1. Allegro ma non troppo: Breed, bijna symfonisch.
2. Poco allegro: Vrolijk scherzo.
3. Poco adagio: Anticipeert op het cantabile van de latere kwartetten.
4. Finale, allegro molto: Uit kleine fragmenten ontwikkelt zich een machtig stretta.

## Betekenis
Van Dvořák's zesde strijkkwartet bestaan verschillende cd-opnamen. Gezien de voorgeschiedenis is van een uitvoeringsgeschiedenis geen sprake.
nr. 1 A · nr. 2 B · nr. 3 D · nr. 4 e · nr. 5 f · nr. 6 a · nr. 7 a · nr. 8 E · nr. 9 d · nr. 10 Es · nr. 11 C · nr. 12 F (Amerikaans) · nr. 13 G · nr. 14 As · Cipressen